# Davagna
Davagna là một đô thị ở tỉnh Genova thuộc vùng Liguria, nằm ở vị trí cách khoảng 13 km về phía đông bắc của Genova. Tại thời điểm ngày 31 tháng 12 năm 2004, đô thị này có dân số 1.817 người và diện tích là 22.1 km².
Đô thị Davagna có các frazioni (đơn vị cấp dưới, chủ yếu là thôn làng) Calvari, Canate, Capenardo, Cavassolo, La Presa, Maggiolo, Marsiglia, Meco, Moranego, Paravagna, Piancarnese, Pie' di Rosso, Rosso, Scoffera, Sella, Sottana, Sottocolle, và Villamezzana.
Davagna giáp các đô thị sau: Bargagli, Genova, Lumarzo, Montoggio, Torriglia.